# Pectinina
Los pectininos (Pectinina) son un suborden de moluscos bivalvos, del orden Ostreoida conteniendo las superfamilias Pectinoidea y Anomioidea.

## Taxonomía
- Superfamilia Pectinoidea
  - Familia Entoliidae
  - Familia Pectinidae
  - Familia Propeamussiidae
  - Familia Spondylidae
  - Familia  Syncyclonemidae
- Superfamilia Anomioidea
  - Familia Anomiidae
  - Familia Placunidae